# Jahlivka, Horodok
Jahlivka (în ucraineană Жаглівка) este un sat în comuna Kurivka din raionul Horodok, regiunea Hmelnîțkîi, Ucraina.

## Demografie
Componența lingvistică a localității Jahlivka
     Ucraineană (100%)
Conform recensământului din 2001, toată populația localității Jahlivka era vorbitoare de ucraineană (100%).